# Barrio de San José, Querétaro Arteaga
Barrio de San José är en ort i Mexiko.   Den ligger i kommunen Amealco de Bonfil och delstaten Querétaro Arteaga, i den sydöstra delen av landet, 130 km nordväst om huvudstaden Mexico City. Barrio de San José ligger 2 415 meter över havet och antalet invånare är 102.
Terrängen runt Barrio de San José är kuperad norrut, men söderut är den platt. Runt Barrio de San José är det ganska tätbefolkat, med 83 invånare per kvadratkilometer. Närmaste större samhälle är Amealco, 12,5 km väster om Barrio de San José. Trakten runt Barrio de San José består till största delen av jordbruksmark.